# Мадасон, Илья Николаевич
Илья́ Никола́евич Мадасо́н (Дольён Мадасон) (1911 — 1984) — бурятский советский писатель, фольклорист, участник Великой Отечественной войны.

## Биография
Илья Николаевич родился в улусе Эрхэдэй Осинского ведомства Иркутской губернии (ныне в Осинском районе Иркутской области). С 14 лет начал собирать и записывать бурятские загадки и народно-поэтические произведения.
В 1927 году окончил семилетнюю школу в Бохане. Работал ликвидатором безграмотности в родном улусе Эрхэдэй, учителем в школах Боханского и Тункинского аймаков. В 1929 году переехал в Улан-Удэ для продолжения образования. Затем учился на первом курсе Редакционно-издательского института в Москве. Из-за болезни образование не завершил. В институте начал изучать фольклористическую литературу.
Вернувшись Бурятию, работал  делопроизводителем, киномехаником, учителем, младшим научным сотрудником Научно-исследовательского института истории, языка и литературы, библиографом-библиотекарем профкабинета Облпрофсовета, литературным консультантом Союза писателей республики.
18 сентября 1937 года исключён из Союза писателей Бурят-Монгольской АССР.
Как поэт начал печататься в 1931 году. Автор сборников стихов: «Весеннее сияние» («Хабарай гэрэл», 1932), «Лирика» («Лирикэ», Бурятское книжное изд-во, 1941), «На цветущих лугах» («Сэсэгтэ нуга дээрэ», 1950), «Когда куковала кукушка» («Хүхын дуунай үеэр», 1958).
В начале 1940-х годов Мадасон записал у Пёохона Петрова 12537 стихотворных строк. Записанный Мадасоном текст «Гэсэра» был издан в Улан-Удэ в 1960 году в виде академического издания. Перевод на русский язык и комментарии  А . И. Уланова. Четыре главы «Гэсэра» Мадасон записал у Папы Тушемилова.
Член КПСС с 1946 года. В 1961 году Мадасону присвоено звание Заслуженного деятеля культуры Бурятской АССР.
В 1960 году вышел труд Мадасона «Бурят арадай оньhон, хошоо угэнууд» (Бурятские народные пословицы и поговорки). Сборник содержал 17800 поэтических строк и 6389 народных бурятских пословиц и поговорок.
Составитель библиографии бурятской советской литературы. Работая в Институте монголоведения, буддологии и тибетологии в Улан-Удэ, участвовал в фольклорных экспедициях.

## Автор книг
- «Оньhон үгэнүүд, таабаринууд» (Пословицы, загадки), Улан-Удэ, 1956;
- «Таабаринууд» (Загадки), Улан-Удэ, 1959;
- «Буряад арадай оньhон, хошоо үгэнүүд» (Бурятские народные пословицы и поговорки), Улан-Удэ, 1960 г.;
- «Абай Гэсэр», Улан-Удэ, 1960.
- Хроника лит. жизни Бурятии (1923—1933), «Байкал», 1963, № 3.
- Антология бурят-монгольской советской поэзии. Улан-Удэ, 1950,